# Пела (Ајова)
Пела (енгл. Pella) град је у америчкој савезној држави Ајова. По попису становништва из 2010. у њему је живело 10.352 становника.

## Демографија
Према попису становништва из 2010. у граду је живело 10.352 становника, што је 520 (5,3%) становника више него 2000. године.
| Група             | 2000.         | 2010.         |
| Белци             | 9.405 (95,7%) | 9.728 (94,0%) |
| Афроамериканци    | 17 (0,2%)     | 74 (0,7%)     |
| Азијати           | 232 (2,4%)    | 238 (2,3%)    |
| Хиспаноамериканци | 106 (1,1%)    | 175 (1,7%)    |
| Укупно            | 9.832         | 10.352        |